# پرویز قاضی‌سعید
پرویز قاضی‌سعید (۱ فروردین ۱۳۱۸ – ۱ اردیبهشت ۱۴۰۱) رمان‌نویس، پاورقی‌نویس و مفسر سیاسی اهل ایران بود.

## زندگی‌نامه
قاضی‌سعید در ۱ فروردین ۱۳۱۸ زاده شد. وی نویسندگی را از سن ۱۷ سالگی آغاز کرد و بیشتر در سبک پلیسی و جنایی می‌نوشت و کتاب‌های او به چاپ‌های دورقمی و بالاتر می‌رسیدند. نمونه‌ای از کتاب‌های او یک شاخه گل سرخ برای غمم است. پرویز قاضی سعید در روزنامهٔ اطلاعات در پیش از انقلاب ۱۳۵۷ پاورقی‌نویس بود و در مجله اطلاعات دختران و پسران داستان‌های پلیسی و عاشقانه می‌نوشت. وی به همراه ر. اعتمادی از پیگیرترین پاورقی‌نویسان آن دوره بودند.
پرویز قاضی‌سعید در داستان‌های خود شخصیتی کارآگاهی به نام لاوسون خلق کرد که محبوبیت فراوانی یافت. کتاب‌های عشقی او مانند بار دیگر با تو در میان عطر و سکوت از نظر محتوای عشقی‌اش مسئله‌ساز شد. بسیاری از کتاب‌های او در دههٔ ۱۹۶۰ توسط انتشارات آسیا در تهران منتشر شدند.
همهٔ آثار قاضی سعید پس از انقلاب ۱۳۵۷ ممنوع اعلام شدند ولی برخی از آثار وی مجوز چاپ گرفتند. وی پس از اقامت در لس آنجلس به عنوان مفسر سیاسی خبر در تلویزیون پارس مشغول به فعالیت شد. او همچنین در روزنامه کیهان لندن (با نام کچل) و روزنامه‌ای به سردبیری عباس پهلوان در لس آنجلس مقاله می‌نوشت. پرویز قاضی‌سعید نویسنده و تحلیلگر سیاسی روزنامه فارسی ایران عصر امروز چاپ لس آنجلس نیز بود. داستان‌های او در افغانستان طرفداران زیادی دارند.

## درگذشت
پرویز قاضی‌سعید در ۱ اردیبهشت ۱۴۰۱ در سن ۸۳ سالگی در خانه خود در سن حوزه ایالت کالیفرنیا بر اثر بیماری درگذشت.

## کتاب‌ها
برخی از رمان‌های او عبارتند از:
- آرزوهای بر باد رفته، از انقلاب مشروطیت تا توطئه‌های جهانی علیه ایران
- اسرار مرگ خانم آبیلا
- افسون یک نگاه
- بار دیگر با تو در میان عطر و سکوت
- ببوس و بکش
- برای زنده ماندن بکش
- پشت آن مرداب وحشی
- پلنگ (دختر فریب)
- تابوت سرخ
- ترس بزرگ
- جوانه‌های پائیزی
- چشم‌ها…
- چهار جانی خطرناک
- خانه پنجم شب
- خون در دخمه‌های گنج (به همراه اصغر شفیعی نیک)
- دامی در جنگل
- جاسوسه‌ای در برلین
- در کوچه‌های خالی عشق
- در ویتنام همیشه باران نمی‌بارد
- دشمن پنجم، مجموعه داستان‌های کوچک
- دلم بهانه می‌گیرد
- دوزخی‌ها (به همراه اصغر شفیعی نیک)
- دیگر بهار نیامد
- زمانی برای عشق زمانی برای گریستن (در سال ۱۹۹۳ به فارسی تاجیکی در دوشنبه نیز منتشر شده)
- زمانی که باد بوزد
- شب‌های پرماجرا
- ششلول‌بندها را بکشید
- شورش، داستانی پر از هیجان و التهاب
- شیطان در غروب
- طلای سرخ
- عاشق شدن در دو ثانیه
- عبور از مرز، مجموعه چند داستان
- عشق در بهاران
- عنکبوت سیاه
- فرار، اثری مهیج و پرحادثه
- فردا به آغوشت باز خواهیم گشت
- قاتلی با ابروی لنگه به لنگه
- قتل سوم
- قدرت
- قطره‌های خون
- قلاب ماهی
- قهرمان، در جستجوی قاتل بروس لی!
- کارآگاه بین‌المللی و داستانهای عاشقانه
- گلی در بند خارها
- لاوسون در آشیانه مرگ (به همراه اصغر شفیعی نیک)
- لحظات اضطراب
- معبد مرگ، داستانی پرحادثه و مهیج از عملیات کارآگاه مشهور بین‌المللی لاوسون
- مردی که اسیر عشق بود
- مردی که دو چهره داشت
- مرگ از کدام طرف می‌آید
- معبد مرگ
- میکی اسپیلن
- نفرت، مجموعه چند داستان
- وحشت در ساحل نیل
- یک شاخه گل سرخ برای غمم